# محمد بن الحسن المهدي
أبو القاسم محمد بن الحسن المهدي (ولد في 15 شعبان 255 هـ) شخصية يعتقد الشيعة الاثنا عشرية أنه المتمم لسلسلة الأئمة، فهو الإمام الثاني عشر والأخير عند الشيعة الاثنا عشرية الذي سيأتي: «ليملأ الأرض قسطًا وعدلًا بعدما ملئت ظلمًا وجورًا» بينما يقول أهل السنة والجماعة بأن المهدي المذكور لدى الشيعة ليس المهدي الحقيقي.
يُروى أن الإمام الحسن العسكري أنجب طفلاً وهو محمد المعروف بالمهدي وظل يحاول إخفاءه عن الناس إلا المقربين منه فقط خوفاً عليه من سطوة شرطة الدولة العباسية التي كانت تنكل بالعلويين في ذلك الوقت حيث أن الحسن العسكري كان في إقامة جبرية في مدينة عسكر ليكون تحت أنظار السلطة. وسفراء الإمام المهدي، هم:
- عثمان بن سعيد العمري
- محمد بن عثمان بن سعيد العمري
- الحسين بن روح النوبختي
- علي بن محمد السمري

## نسبه
- هو: محمد بن الحسن بن علي بن محمد بن علي بن موسى بن جعفر بن محمد بن علي بن الحسين بن علي بن أبي طالب بن عبد المطلب بن هاشم بن عبد مناف بن قصي بن كلاب بن مرة بن كعب بن لؤي بن غالب بن فهر بن مالك بن النضر جد قريش بن كنانة بن خزيمة بن مدركة بن إلياس بن مضر بن نزار بن معد بن عدنان.
- أمه: نرجس، من نسل الرسول شمعون الصفا وهو من قرابة عيسى بن مريم أحد أنبياء بني إسرائيل.

## أم المهدي
تروي كتب الشيعة الاثنا عشرية أن أم المهدي هي نرجس التي يروى أنها من نسل شمعون الصفا وصي المسيح عيسى بن مريم وكانت ابنة قيصر الروم في عهد الحسن العسكري، وفي رواية محمد بن الحسن الطوسي المعروف بشيخ الطائفة: أمّه ريحانة، ويقال لها: نرجس، ويقال لها: صقيل ويقال لها سوسن ، ونقل محمد باقر المجلسي المعروف بالعلامة المجلسي عن زين الدين العاملي المعروف بالشهيد الثاني أنّه قال في الدروس: أمّه صقيل وقيل نرجس وقيل مريم بنت زيد العلوية.
ولدت نرجس في القسطنطينية ورأت في منامها السيد المسيح يبشرها بأنها ستتزوج من الحسن العسكري. وفي إحدى انتقالاتها وقعت أسيرة في يد المسلمين وجيء بها إلى بغداد. وتقول الروايات انه في هذه الأثناء وجه الإمام علي الهادي والد الإمام الحسن العسكري، أحد خاصته من سامراء إلى بغداد مع رسالة منه باللغة الرومية (اليونانية)، وأوصاه بتسليم هذهِ الرسالة إلى فتاة أسيرة جليلة في سوق النخاسة، وقد وصف لهُ بالتفاصيل طبيعة المكان وشكل الفتاة. فبعد أن وصف للرسول المكان والشيخ البائع والأسيرة الجليلة، وحمّله مائتين وعشرين ديناراً، ليدفعها ثمناً لمالكها. هنالك في بغداد في سوق العبيد ناول المبعوث كتاب الإمام علي الهادي إلى الفتاة التي كانت ترفض بأباء ان يقترب منها أي أحد. حينها قرأت الرسالة فانخرطت بالبكاء وراحت تصرخ مهددة بالانتحار إن لم يوافق النخاس على بيعها إلى ذلك المبعوث. فساوم الرسول الشيخ البائع، حتى توقف عند الثمن الذي أرسله الهادي فدفعه إليه، ونقلها بإجلال واحترام إلى سامراء. فلما دخلت على الإمام علي الهادي رحب بها كثيراً، ثم بشرها بولد يولد لها من ابنه الحسن العسكري يملك الدنيا شرقاً وغرباً ويملأ الأرض قسطاً وعدلاً. ثم بعد ذلك أودعها عند أخته حكيمة بنت الإمام محمد الجواد لتُعلمها الفرائض والأحكام، فبقيت عندها أياماً. بعدها وهبها الهادي ابنه الحسن العسكري فتزوجها، وهي في مقتبل العمر.

## ميلاد الإمام
ولد محمد المهدي بتاريخ يوم الجمعة 15 شعبان سنة 255 هـ. وردت قصة ميلاد الإمام المهدي في عدد من كتب الشّيعة من أهمها بحار الأنوار لمحمد باقر المجلسي المعروف بالعلامة المجلسي وتثبت ولادته من حيث المصداقيّة التّاريخيّة. وهي كالتالي:
عن محمّد العطار، عن الحسين بن رزق الله، عن موسى بن محمّد بن القاسم بن حمزة بن موسى بن جعفر، قال: حدثتني حكيمة بنت محمّد بن عليّ بن موسى بن جعفر بن محمّد بن عليّ بن الحسين بن عليّ بن أبي طالب عليهم السّلام قالت:
بعث إليّ أبو محمّد الحسن بن عليّ عليهما السّلام فقال: يا عمّة اجعلي إفطارك اللّيلة عندنا فإنّها ليلة النّصف من شعبان فإنّ الله تبارك وتعالى سيُظهر في هذه اللّيلة الحجّة وهو حجّته في أرضه.
قالت: فقلت له: ومن أمّه؟ قال لي: نرجس. قلت له: والله جعلني الله فداك ما بها أثر؟ فقال: هو ما أقول لك.
قالت: فجئتُ فلما سلّمتُ وجلستُ جاءت تنزع خفي وقالت لي: يا سيّدتي كيف أمسيتِ؟ فقلت: بل أنت سيّدتي وسيّدة أهلي قالت: فأنكرت قولي وقالت: ما هذا يا عمّة؟ قالت: فقلت لها: يا بنية إنّ الله تبارك وتعالى سيهب لك في ليلتك هذه غلامًا سيّدًا في الدّنيا والآخرة

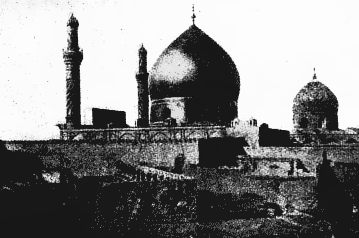
صورة قديمة لمرقد العسكري الذي كان بيته في الأساس وهو المكان الذي ولد فيه المهدي

قالت: فجلست واستحيت فلما أن فرغت من صلاة العشاء الآخرة وأفطرت وأخذت مضجعي فرقدت فلما أن كان في جوف اللّيل قمت إلى الصلاة ففرغت من صلاتي وهي نائمة ليس بها حادث ثمّ جلست معقّبة ثمّ اضطجعت ثمّ انتبهت فزعة وهي راقدةٌ ثمّ قامت فصلّت.
قالت حكيمة: فدخلتني الشّكوك فصاح بي أبو محمّد من المجلس فقال: لا تعجلي يا عمّة فإنّ الأمر قد قرب
قالت: فقرأت الم السجدة ويس، فبينما أنا كذلك إذا انتبهت فزعة فوثبت إليها فقلت: اسم الله عليك ثمّ قلت لها: تحسّين شيئًا؟ قالت: نعم يا عمّة، فقلت لها: اجمعي نفسك واجمعي قلبك فهو ما قلت لك.
قالت حكيمة: ثمّ أخذتني فترة وأخذتها فطرة فانتبهت بحسّ سيدي فكشفت الثّوب عنه فاذا أنا به ساجدًا يتلقّى الأرض بمساجده فضممته إليّ فإذا أنا به نظيف فصاح بي أبو محمّد هلمي إليّ ابني يا عمّة فجئت به إليه فوضع يديه تحت أليتيه وظهره ووضع قدميه على صدره ثمّ أدلى لسانه في فيه وأمرّ يده على عينيه وسمعه ومفاصله ثم قال: تكلم يا بني!
فقال: أشهد أن لا إله إلا الله وحده لاشريك له. وأشهد أنّ محمّدًا رسول الله صلّى الله عليه وآله ثمّ صلّى على أمير المؤمنين وعلى الائمة إلى أن وقف على أبيه ثمّ أحجم.
قالت حكيمة: فلما كان في اليوم السّابع جئت وسلمت وجلست فقال: هلمي إليّ ابني فجئت بسيّدي في الخرقة ففعل به كفعلته الأوّلى ثمّ أدلى لسانه في فيه. كأنه يغذيه لبنًا أو عسلًا ثمّ قال: تكلم يابني!
فقال: أشهد أن لا إله إلا الله وثنى بالصّلاة على محمّد وعلى آل محمّد، ثمّ تلا هذه الآية «وَنُرِيدُ أَنْ نَمُنَّ عَلَى الَّذِينَ اسْتُضْعِفُوا فِي الْأَرْضِ وَنَجْعَلَهُمْ أَئِمَّةً وَنَجْعَلَهُمُ الْوَارِثِينَ ۝ وَنُمَكِّنَ لَهُمْ فِي الْأَرْضِ وَنُرِيَ فِرْعَوْنَ وَهَامَانَ وَجُنُودَهُمَا مِنْهُمْ مَا كَانُوا يَحْذَرُونَ» 
قال موسى: فسألت عقبة الخادم عن هذا فقال: صدقت حكيمة.
والرّوايات الشّيعيّة تتحدث عن بعض الأشياء الّتي قام بها الحسن العسكريّ بعد مولد الإمام:
- أنّه أكثر من العقائق عن الإمام المهديّ، وهذه من خواصه أنّه لم يُعق عن مولود على الإطلاق كما عقّ عن الإمام المهديّ، حتّى ورد في الرّوايات: أنّه عُقّ عنه ثلاثمائة عقيقة[8]، بل أمر الإمام العسكري عثمان بن سعيد أن يشتري كذا الف رطل من اللّحم وممّا شاكل ويوزّعه على الفقراء، والشّيء الملفت للنّظر أنّ الإمام نوّع وعدّد الأماكن، مثلًا كتب إلى خواصّه في قم أن يعقّوا وأن يقولوا للنّاس أن هذه العقيقة بمناسبة ولادة المولود الجديد للامام العسكريّ عليه السّلام وأنّه محمّد، وهكذا مثلًا كتب إلى خواصه في بغداد وفي سامراء.
- أنّه كان يحضر مجاميع من خواصّه وشيعته وكان يعرفهم على ولده الإمام المهدي وهذا ظاهر من جملة روايات:

مثلاً في إكمال الدين للشيخ الصدوق عن أبي غانم الخادم: أنّ العسكري أخرج ولده محمّدًا في الثّالث من مولده وعرضه على أصحابه قائلًا: «هذا صاحبكم من بعدي وخليفتي عليكم وهو القائم الّذي تمتدّ إليه الاعناق بالانتظار، فإذا امتلات الأرض ظلمًا وجورًا خرج فملأها قسطًا وعدلًا».
وهكذا الرّواية السّابقة الّتي رواها محمد بن الحسن الطوسي شيخ الطائفة في الغيبة: أنّ الإمام أطلع أربعين -تقريباً- من خواص أصحابه على ولده.

## إعلان إمامته

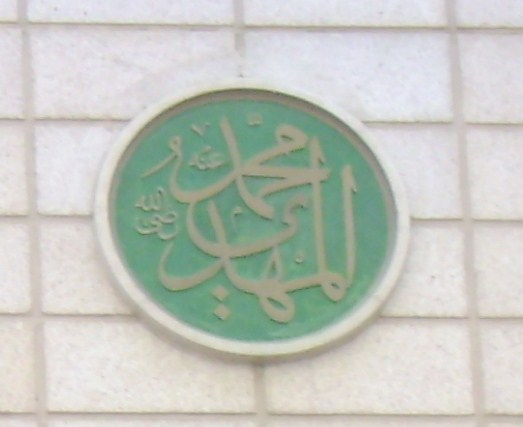
اسم الإمام المهدي في المسجد النبوي

بعد وفاة الحسن العسكري تروي الروايات أن أخاه جعفر بن علي الهادي (وكان لا يعلم أنّ للإمام ابنُا) ادعى أنّه الإمام ودعى لنفسه.
ولكنَّه عندما علِمَ بأمر محمّد المهديّ تنازل له وأعلن البيعة لابن أخيه.
لما قبض أبو محمّد الحسن بن عليّ العسكريّ وفد من قم والجبال وفود بالأموال الّتي كانت تحمل على الرّسم والعادة، ولم يكن عندهم خبر وفاة الحسن، فلما أن وصلوا إلى سر من رأى سألوا عن الحسن بن عليّ عليهما السّلام، فقيل لهم: إنّه قد فقد، فقالوا: ومن وارثه؟ قالوا: أخوه جعفر بن عليّ.
فسألوا عنه فقيل لهم إنّه قد خرج متنزها وركب زورقا في الدّجلة يشرب ومعه المغنون، قال: فتشاور القوم فقالوا: هذه ليست من صفة الإمام، وقال بعضهم لبعض: امضوا بنا حتّى نردّ هذه الأموال على أصحابها.
فقال أبو العباس محمّد بن جعفر الحميريّ القميّ: قفوا بنا حتّى ينصرف هذا الرّجل ونختبر أمره بالصّحة. قال: فلما انصرف دخلوا عليه فسلموا عليه وقالوا: يا سيّدنا نحن من أهل قم ومعنا جماعة وغيرها وكنا نحمل إلى أبي محمّد الحسن بن عليّ الأموال فقال: وأين هي؟ قالوا: معنا، قال: احملوها إليّ، قالوا: لا، إنّ لهذه الأموال خبرًا طريفًا، فقال: وما هو؟ قالوا: إنّ هذه الأموال تجمع ويكون فيها من عامّة للمؤمنين الدّينار والدّيناران، ثمّ يجعلونها في كيس ويختمون عليه وكنا إذا وردنا بالمال على أبي محمّد يقول: جملة المال كذا وكذا دينارًا، من عند فلان كذا، ومن عند فلان كذا حتّى يأتي على أسماء النّاس كلّهم، ويقول ما على الخواتيم من نقش،
فقال جعفر: كذبتم تقولون على أخي ما لا يفعله، هذا علم الغيب ولا يعلمه إلّا الله. قال: فلما سمع القوم كلام جعفر جعل بعضهم ينظر إلى بعض فقال لهم: احملوا هذا المال إليّ، قالوا: إنّا قوم مستأجرون وكلاء لأرباب المال ولا نسلم المال إلّا بالعلامات الّتي كنا نعرفها من الحسن بن عليّ عليهما السّلام، فإن كنت الإمامَ فبرهن لنا، وإلا رددناها إلى أصحابها، يرون فيها رأيهم.
قال: فدخل جعفر على الخليفة -وكان بسر من رأى- فاستعدى عليهم، فلما أحضروا قال الخليفة: احملوا هذا المال إلى جعفر، قالوا: أصلح الله أمير المؤمنين إنّا قوم مستأجرون، وكلاء لأرباب هذه الأموال وهي وداعة لجماعة وأمرونا بأن لا نسلمها إلّا بعلامة ودلالة، وقد جرت بهذه العادة مع أبي محمّد الحسن بن عليّ عليهما السّلام.
فقال الخليفة: فما كانت العلامة الّتي كانت مع أبي محمّد قال القوم: كان يصف لنا الدّنانير وأصحابها والأموال وكم هي؟ فإذا فعل ذلك سلمناها إليه، وقد وفدنا إليه مرارًا فكانت هذه علامتنا معه ودلالتنا، وقد مات، فإن يكن هذا الرجل صاحب هذا الأمر فليقم لنا ما كان يقيمه لنا أخوه، وإلا رددناها إلى أصحابها.
فقال جعفر: يا أمير المؤمنين إن هؤلاء قوم كذابون يكذبون على أخي، وهذا علم الغيب، فقال الخليفة: القوم رسل وما على الرّسول إلّا البلاغ المبين.
قال: فبهت جعفر ولم يرد جوابًا، فقال القوم: يتطول أمير المؤمنين بإخراج أمره إلى من يبدرقنا حتّى نخرج من هذه البلدة، قال: فأمر لهم بنقيب فأخرجهم منها،
فلما أن خرجوا من البلد خرج إليهم غلام أحسن النّاس وجهًا، كأنّه خادم، فنادي يا فلان بن فلان ويا فلان بن فلان أجيبوا مولاكم، قال فقالوا: أنت مولانا، قال: معاذ الله، أنا عبد مولاكم فسيروا إليه، قالوا : فسرنا [ إليه ] معه حتى دخلنا دار مولانا الحسن بن عليّ عليهما السّلام، فإذا ولده القائم قاعد على سرير كأنّه فلقة قمر، عليه ثياب خضر، فسلمنا عليه، فردّ علينا السّلام، ثمّ قال: جملة المال كذا وكذا دينارًا، حمل فلان كذا، وحمل فلان كذا، ولم يزل يصف حتّى وصف الجميع.
ثمّ وصف ثيابنا ورحالنا وما كان معنا من الدّواب، فخررنا سجدًا لله عزّ وجلّ شكرًا لما عرفنا، وقبلنا الأرض بين يديه، وسألناه عمّا أردنا فأجاب، فحملنا إليه الأموال، وأمرنا القائم أن لا نحمل إلى سر من رأى بعدها شيئًا من المال. فإنه ينصب لنا ببغداد رجلًا يحمل إليه الأموال ويخرج من عنده التّوقيعات، قال فانصرفنا من عنده، ودفع إلى أبي العبّاس محمّد بن جعفر القميّ الحميريّ شيئًا من الحنوط والكفن فقال له: أعظم الله أجرك في نفسك، قال: فما بلغ أبو العبّاس عقبة همدان حتّى توفي.

## الغيبة

### الغيبة الصغرى
يعتقد الشيعة أنه بعد الإعلان عن نفسه والصّلاة على جنازة أبيه أمام الملأ وبعدما بدأت السلطة العبّاسيّة في الاستقصاء عنه غاب الإمام عن الأنظار. يعتقد الشيعة أنّ الإمام ظل 69 سنة غائبًا ولكنّه كان يُعين نائبًا له يتحدث باسمه ويبلغ الناس عنه وهم أربعة نواب الواحد تلو الآخر:
- عثمان بن سعيد العمري

هو أبو عمرو عثمان بن سعيد العمري الأسدي، لم يرد في المصادر التاريخيّة عام ولادته ولا عام وفاته. اختصَّ بوكالة الهادي والحسن العسكري وتعتقد الشيعة بأنّ الحسن العسكري عيَّنه نائبًا لابنه المهدي وقد دفن الشيخ العمري في بغداد في المنطقة المعروفة الآن بسوق الهرج قرب بناية وزارة الدفاع القديمة.
- محمد بن عثمان بن سعيد العمري الأسدي المُكنَّى بأبي جعفر العسكري

وهو ابن السفير الأوّل، استلم الشيخ محمد بن عثمان العمري السفارة بعد وفاة أبيه. له كُتب مصنفة في الفقه مما سمعه من الحسن العسكري والمهدي وقد تُوفي سنة 305 او304 للهجرة.
- الحسين بن روح

الحسين بن روح النوبختي المكنَّى بأبي القاسم تولَّى السفارة من سنة 304 أو 305 للهجرة، وكانت مدة سفارته إحدى وعشرين عاما تقريبًا وقد توفي سنة 326 للهجرة، دُفن في النوبختيّه التي كانت داراً لعلي بن أحمد النوبختي في بغداد.
- علي بن محمد السمري

علي بن محمد السَّمَري، المُكنَّى بأبي الحسن آخر السفراء الأربعة، تولَّى السفارة لدى وفاة السفير الثالث وقد توفي سنة 329 للهجرة وبوفاته انتهت النيابة الخاصّة، كذلك الغيبة الصغرى. دفن في الشارع المسمى بشارع الخلنجي في بغداد.

### الغيبة الكبرى
بدأت الغيبة الكبرى بوفاة السفير السمري سنة 328 هـ أو 329 هـ. حيث توقفت النيابة وخرجت رسالة من الإمام المهدي على الناس أنه لن يكون هناك نائبا عنه مباشر وبالرغم من أن البعض ادعى النيابة بعد السمري إلا أنهم لم يلاقوا تجمعا أو نجاحا وأوصى الإمام في فترة الغيبة الكبرى أن يرجع الناس إلى الفقهاء الحافظين والعلماء العارفين وهو ما سيتحول إلى ما يعرف بالمرجعية الشيعية وستبقى هذه الغيبة مستمرة حتى يأذن الله.
ومن رسائله
التي اوردها الشيخ المفيد
«ولو أن أشياعنا وفقهم الله لطاعته على اجتماع من القلوب في الوفاء بالعهد عليهم لما تأخر عنهم اليمن بلقائنا، ولتعجلت لهم السعادة بمشاهدتنا على حق المعرفة وصدقها منهم بنا، فما يحبسنا عنهم إلا ما يتصل بنا مما نكرهه ولا نؤثره منهم، والله المستعان، وهو حسبنا ونعم الوكيل، وصلواته على البشير النذير محمد وآله الطاهرين وسلم»
| اَللّـهُمَّ كُنْ لِوَلِيِّكَ الْحُجَّةِ بْنِ الْحَسَنِ صَلَواتُكَ عَلَيْهِ وَعَلى آبائِه في هذِهِ السَّاعَةِ وَفي كُلِّ ساعَة وَلِيّاً وَحافِظاً وَقائِداً وَناصِراً وَدَليلاً وَعَيْنا حَتّى تُسْكِنَهُ اَرْضَكَ طَوْعاً وَتُمَتِّعَهُ فيها طَويلاً |
| —دعاء الفرج |

## الانتظار
ينتهج أغلب الشيعة المسلمون الآن مفهوم الانتظار، فيعتقد الشيعة أنه على الإنسان أن يكون دائما مستعد لظهور الإمام بالبعد عن المعاصي وترقية النفس عن الدنيا والحفاظ على الصلوات والصيام ونشر علوم أهل البيت.
وأن يدعو الله دائما بتعجيل الفرج وخصوصا حين يرى الظلم قد استشرى أو فسادا.
ويقول السيد محمد باقر الصدر بهذا الخصوص (إن الإسلام حوَّل فكرة الخلاص من الإيمان بها في الغيب، ومن فكرة ننتظر ولادتها، ومن نبوئه نتطلع إلى مصداقها، إلى واقعاً ننظر فاعليته وإنساناً معيناً يعيش بيننا بلحمه ودمه، نراه ويرانا ويعيش مع آمالنا وآلامنا ويشارك أحزاننا وأفراحنا ويترقب اللحظة الموعودة)

## الاختلاف على وجوده بهذه الصفات
يقول أهل السنة والجماعة بأن المهدي لدى الشيعة ليس هو الحقيقي، حيث أنه لم يدخل سردابًا ويختفي منذ ذلك الحين، وإنما هو شخص صالح يوافق اسمه اسم النبي محمد واسم ابيه، وهو من ذرية الحسن بن علي بن أبي طالب، وأنه لا يُولد إلا في آخر الزمان عندما يسود الفساد والظلم والجور وتقترب علامات الساعة الكبرى من الظهور.
يقول أهل السنة والجماعة بأن المهدي لدى الشيعة ليس هو الحقيقي، ويزعمون بأن الشيعة يعتقدون بأنه غاب في سرداب، ويقولون بأن الشيعة يأخذون فرسا كل يوم جمعة ويذهبون عند السرداب ويطالبونه بالخروج منه، ويقول السنة بأنه لم يدخل سردابًا ويختفي منذ ذلك الحين، وهذه الاعتقادات ينفيها كبار مشايخ وعلماء الشيعة ولا يعتقد الشيعة بها أصلا ويعدونها مجرد مزاعم كاذبة لتشويه سمعتهم. وكذلك لأن الشيعة يعتقدون بأن المهدي سيظهر في مكة وليس في السرداب الذي يزعمه السُنة. ويقول الشيعة بأن السرداب ليس مكان ظهور المهدي ولكنه كان مكان إقامة ثلاثة أئمة معصومين لفترة من الزمن وكان المهدي أحدهم، والسرداب لا يزال موجودا حتى الآن في سامراء ومفتوح للزائرين، مع العلم بأن هناك من قال بأن السرداب يوجد في مدينة الحلة ومن قال بأنه يوجد في مدينة الري.

## الظهور وإتمام العدل
لكي تتم هذه العملية بالشكل المطلوب والفعال لابد من توفر شروط معينة، وهي التي ذكرها السيد محمد الصدر في موسوعة الإمام المهدي تحت عنوان شرائط الظهور، وهي بشكل مختصر تتمثل في أربع نقاط أو شروط:
- الشرط الأول : وجود النظرية أو الأطروحة الكاملة لعملية التغيير.

وبمعنى آخر وجود الأيديولوجية الفكرية الكاملة والقابلة للتنفيذ في كل الأمكنة
والأزمنة والتي تضمن الرفاهية للبشرية جمعاء، وهذا ما تم بالفعل بوجود
الشريعة الإسلامية والرسالة المحمدية الخاتمة.
- الشرط الثاني : وجود القائد المحنك الذي يقود عملية التغيير الشامل.

حيث ينبغي أن يمتلك هذا القائد العظيم القابلية الكاملة لقيادة العالم كله ونشر العدل فيه، وهذا أيضا قد حصل والمتمثل في وجود الإمام المهدي.
- الشرط الثالث : وجود العدد الكافي من الأنصار والمؤازرين للقائد العظيم.

الذين يشكلون قاعدة للتغيير ولديهم مستوى عالٍ من الوعي والاستعداد للتضحية بين يدي القائد بحيث يعتمد عليهم في نشر العدل في جميع أنحاء المعمورة ويكونون قادة لجيش الإمام ومقاتلين بين يديه.
- الشرط الرابع : وجود قاعدة شعبية مؤيدة وكذلك استعداد عالمي للتغيير.

أي وجود العدد الكافي من المؤمنين المؤيدين للإمام في حال ظهوره، وكذلك وجود استعداد لدى شعوب العالم لقدوم المخلص المنتظر.
من هنا نعرف أن ظهور الإمام سوف يتحقق لنا متى اجتمعت هذه الشروط في زمن واحد مهما طال الزمن، حيث أن هذه الشروط كفيله بإنجاح عملية التغيير المنشودة، واستحالة تخلف وعد الله لعبادة الصالحين.
يكون الظهور في سنة وتر أي: واحد، ثلاثة، خمسة، سبعة، تسعة من السنين الهجرية.
ويبدأ ليلة التاسع من محرم بعد صلاة المغرب والعشاء في الحرم المكي (في الكعبة) وليلة جمعة ويكون أصحابه ومعاونوه في الأرض الـ313، من حوله فيوجه بيانه إلى أهل مكة، ثم يسيطر أصحابه وبقية أنصاره على الحرم في تلك الليلة، وعلى مكة، وفي اليوم الثاني، أي العاشر من محرم، يوجه بيانه إلى شعوب العالم كافة وبجميع اللغات، وتبدأ عملية الظهور المقدس حتى تنتهي بملء الأرض قسطاً وعدلاً كما ملئت ظلماً وجوراً.
ويقول شيخ الطائفة أبو جعفر الطوسي بهذا الخصوص : (الذي نقوله في هذا الباب.. أن الذي هو لطفنا من تصرف الإمام وانبساط يده لا يتم إلا بأمور ثلاثة : أحدها يتعلق بالله وهو إيجاده، والثاني يتعلق به من تحمل أعباء الإمامة والقيام بها، والثالث يتعلق بنا من العزم على نصرته ومعاضدته والانقياد له)

## علامات الظهور
علائم الظهور نقلا باختصار من مصدر كتاب العلامة الشيخ علي الكوراني (عصر الظهور)
*العلامة الأولى الكبرى:
اجتماع اليهود في أرض فلسطين
«فإذا جاء وعد الآخرة جئنا بكم لفيفا». - الإسراء 104
«وقضينا إلى بني إسرائيل في الكتاب لتفسدن في الأرض مرتين ولتعلن علواً كبيراً، فإذا جاء وعد أولاهما بعثنا عليكم عباداً لنا أولي بأس شديد فجاسوا خلال الديار وكان وعداً مفعولاً، ثم رددنا لكم الكرة عليهم وأمددناكم بأموال وبنين وجعلناكم أكثر نفيراً، إن أحسنتم أحسنتم لأنفسكم وإن أسأتم فلها فإذا جاء وعد الآخرة ليسوؤوا وجوهكم وليدخلوا المسجد كما دخلوه أول مرة وليتبروا ما علوا تتبيرا». الإسراء 4-7
1- تشير الآيات إلى أن وقت ظهور الإمام يكون فيه اليهود مجتمعين ومسيطرين على المسجد الأقصى، لأن عملية الدخول سوف تكون بالقوة، إلى المسجد (دخول الفاتحين).
2- أن قبل الظهور مباشرة توجه ضربات لليهود في فلسطين «ليسوؤوا وجوهكم» أي أن هناك ضربات مؤلمة ومذلة سوف يتعرض لها اليهود قبل الظهور.
3- من المعروف في الروايات الإسلامية والمتفق عليها عند الطرفين أن المسلمين سينتصرون في المعركة الأخيرة، وسيكونون بقيادة المهدي.
إذاً هناك أربع إشارات تشير إليها الآيات:
1- اجتماع اليهود في فلسطين «جئنا بكم لفيفا».
2- احتلالهم للمسجد الأقصى والقدس «وليدخلوا المسجد».
3- «وليسوؤوا وجوهكم» ضربات موجهة من المقاومة قبل التحرير.
4- قيادة الإمام المهدي للمسلمين في هذه الحرب... وهذا ما ينتظره الآن المسلمون.
*العلامة الثانية الكبرى:
خروج رجل من قم
رجل من قم يدعو الناس إلى الحق يجتمع معه قوم قلوبهم كزبر الحديد لا تزلهم الرياح والعواصف لا يملون من الحرب ولا يجبنون وعلى الله يتوكلون والعاقبة للمتقين.
*العلامة الثالثة الكبرى:
قوة عسكرية وإعلامية للإمام قبل الظهور
في تفسير قول القرآن (بعثنا عليكم عباداً لنا أولي بأس شديد) عن الصادق : «قوم يبعثهم الله قبل خروج القائم فلا يدعون وتراً (أي عدواً) لآل محمد صلى الله عليه وآله إلا قتلوه».
*العلامة الرابعة الكبرى:
«المهدي مبدأه من المشرق» مسند أحمد وسنن الترمذي والبيهقي في الدلائل
أي تبدأ عملية الظهور من المشرق، من قبل بلاد فارس. «تخرج من خراسان رايات سود فلا يردها شيء حتى تنصب بإليلياء القدس» 
وهي تشير إلى أن الجيش الذي ينطلق مع الإمام يبدأ تحضيره في خراسان، ويكون هو الجيش الذي يتوجه مع الإمام إلى القدس.
وفي حديث عن الباقر: كأني بقوم قد خرجوا بالمشرق يطلبون الحق فلا يعطونه، ثم يطلبونه فلا يعطونه، فإذا رؤوا ذلك وضعوا سيوفهم على عواتقهم فيعطون ما سألوا فلا يقبلونه حتى يقوموا... ولا يدفعونها إلا إلى صاحبكم (أي المهدي عج) قتلاهم شهداء... أما أني لو أدركت ذلك لأبقيت نفسي لصاحب هذا الأمر (أي المهدي عج).
*العلامة الخامسة الكبرى:
العمائم السود من ذرية الرسول يقاتلون أعداء الإمام قبل الظهور
عن أبان بن تغلب عن الإمام الصادق قال: «إذا ظهرت راية الحق لعنها أهل الشرق وأهل الغرب! أتدري لم ذلك؟»
قلت: لا
قال: «للذي يلقى الناس من أهل بيته» 
من الواضح أن الذرية من بني هاشم سيكون لهم دور سياسي كبير ومميز في العالم الإسلامي يزعج العالم بأجمعه في الشرق والغرب. كما سيكون لهم من النفوذ والقوة.
من الواضح أن هذه العمائم السود التي هي من ذرية النبي تطلب الحق، وستزعج العالم لأنها لا تستسلم كالآخرين، وكأن رأيهم واحد، فهم من مدرسة واحدة وهي مدرسة أهل البيت عليهم السلام التي تعلمهم هيهات منا الذلة، فتسلم الراية للإمام المهدي في آخر الزمان.
*العلامة السادسة الكبرى:
أبواب القدس
أناس يقاتلون على أبواب بيت المقدس يلقون عناية الإمام الحجة قبل الظهور
عن النبي: "لا تزال عصابة من أمّتي يقاتلون على أبواب بيت المقدس وما حوله لا يضرهم خذلان من خذلهم ظاهرين على الحق إلى أن تقوم الساعة (الظهور) 
ورد في الرواية عن الإمام المهدي أنه:
«حزب يقاتل على أبواب بيت المقدس أنا منهم وهم مني» (مئتان وخمسون علامة ظهور)
*العلامة السابعة الكبرى:
العراق
دخول قوات غربية إلى العراق
«ورود خيل من قبل الغرب حتى تربط بفناء الحيرة...» 
*العلامة الثامنة الكبرى:
العراق
استشهاد نفس زكية في النجف مع 70 من الصالحين
«قتل نفس زكية بظهر الكوفة في سبعين من الصالحين» 
*العلامة التاسعة الكبرى:
العراق
انتقال العلم من النجف إلى قم قبل الظهور
يقول الإمام الصادق : ستخلو الكوفة من المؤمنين، ويأزر عنها العلم كما تأزر الحية في جحرها ثم يظهر العلم ببلد يقال لها قم، وتصير معدناً للعلم والفضل حتى لا يبقى في الأرض مستضعف في الدين حتى المخدّرات وذلك عند قرب ظهور قائمنا 
وعن الصادق : وأن البلايا مرفوعة عن قم وأهلها، وسيأتي زمان تكون قم وأهلها حجة على الخلائق، وذلك زمان غيبة قائمنا إلى ظهوره 
*العلامة العاشرة الكبرى:
العراق
خروج السفياني وهو شخص يجهز جيوشه للبطش باتباع آل البيت النبوي قبل ظهور المهدي.
عن جابر بن زيد الجعفي قال سألت أبا جعفر (الإمام الباقر) عن السفياني فقال: " وأنّي لكم بالسفياني حتى يخرج قبله الشيصباني يخرج بأرض كوفان، ينبع كما ينبع الماء فيقتل وفدكم فتوقعوا بعد ذلك السفياني وخروج القائم 
العلامة الحادية عشرة الكبرى:
سقوط العراق بيد قوات اجنبية وتعم الفوضى في بغداد
ورد في رواية خطبة البيان عن أمير المؤمنين : ألا يا ويل بغداد من الري من موت وقتل وخوف يشمل أهل العراق إذا حل بهم السيف فيقتل ما شاء الله... فعند ذلك يخرج العجم على العرب ويملكون البصرة - 
*العلامة الثانية عشرة الكبرى:
الحجاز
آخر حكام الحجاز اسمه عبد الله
عن الإمام الصادق: من يضمن لي موت عبد الله أضمن له القائم (أي ظهور الإمام)، ثم قال: إذا مات عبد الله لم يجتمع الناس بعده على أحد ولم يتناه هذا الأمر دون صاحبكم إن شاء الله، ويذهب ملك السنين ويصير ملك الشهور والأيام، فقلت: يطول ذلك؟ قال: كلا - 
*العلامة الثالثة عشرة الكبرى: 
العالم
خوف الناس قبل الظهور من الأوبئة والزلازل والأعاصير
في الحديث عن أمير المؤمنين يشير إلى علامات الظهور (نعم قتل فظيع وموت سريع وطاعون شنيع) - الهداية للحصني ص 31
و عن الإمام الباقر :
«لا يقوم القائم إلا على خوف شديد وطاعون (وباء) قبل ذلك»
*العلامة الرابعة عشرة الكبرى:
الكون
دخول مذنب إلى مدار الأرض فيغير كل الطبيعة الفلكية على الأرض
ذكر نعيم بن حماد عن الوليد قال بلغني أنه قال يطلع نجم من قبل المشرق قبل خروج المهدي، له ذنب يضيء لأهل الأرض كإضاءة القمر ليلة البدر - 
*العلامة الخامسة عشرة الكبرى:
القادة
الخراساني
الخراساني قائد اسلامي هو الذي يسلم الراية إلى الإمام المهدي أو يكون أعلى منصب عند أهل (خراسان) حتى يسلم راية الولاية والقيادة إلى الإمام المهدي.
إذا خرجت خيل السفياني (عدو الإمام المهدي) إلى الكوفة بعث في طلب أهل خراسان، ويخرج أهل خراسان في طلب المهدي (أي لمبايعته) فيلتقي هو الهاشمي (الخراساني) برايات سود على مقدمته شعيب بن صالح (قائد الجيش) فيلتقي هو وأصحاب السفياني بباب إصطخر (منطقة بجنوب إيران) فيكون بينهم ملحمة عظيمة فتظهر الرايات السود (أي تنتصر) وتهرب خيل السفياني، فعند ذلك يتمنى الناس المهدي (أي لمبايعته كما بايعه اتباعه) ويطلبونه. - 
ورد في الروايات مواصفات الخرساني كالتالي:
1- سيد هاشمي حسيني.
2- من خراسان.
3- صبيح الوجه.
4- في خده الأيمن خال.
5- في يده اليمنى خال أو خلل (الخال في اللغة علامة ضعف).
العلامة السادسة عشرة الكبرى:
القادة
شعيب بن صالح
عن عمار بن ياسر: المهدي على لوائه شعيب بن صالح. - 
وفي رواية أخرى: إن على مقدمة جيش المهدي رجلاً من تميم ضعيف اللحية يقال له شعيب بن صالح.
وعن محمد بن الحنفية: ثم تخرج من خراسان رايات سود قلانسهم سود وثيابهم بيض، على مقدمتهم رجل يقال له شعيب بن صالح من تميم، يهزمون أصحاب السفياني، حتى تنزل ببيت المقدس توطئ للمهدي سلطانه.
أما مواصفاته بحسب الروايات كالتالي:
1- شاب أسمر.
2- خفيف اللحية.
3- نحيل.
4- قائد القوات.
5- صاحب بصيرة ويقين وتصميم لا يلين.
6- رجل حرب من الطراز الأول لا ترد له راية.
7- إنه من أهل الري.
*العلامة السابعة عشرة الكبرى:
القادة
اليماني
عن الصادق : وليس في الراويات راية أهدى من راية اليماني، هي راية حق لأنه يدعو إلى صاحبكم فإذا خرج اليماني حرم بيع السلاح على الناس، وإذا خرج اليماني فانهض إليه، فإن رايته راية هدى، ولا يحل لمسلم أن يلتوي عليه فمن فعل ذلك فهو من أهل النار، لأنه يدعو إلى الحق، وإلى صراط مستقيم.
ورد في الروايات أن مواصفاته كالتالي:
1- سيد هاشمي.
2- من نسل الإمام الحسين (أي حسيني).
3- اسمه حسن أو حسين.
4- يكون من اليمن.
5- رايته موالية لراية أهل البيت.
*العلامة الثامنة عشرة الكبرى:
السفياني وانقلاب دمشق
وأنه سيكون أكبر عدو للإمام المهدي
عن السجاد : إن القائم حتم من الله وأمر السفياني حتم من الله ولا يكون قائم إلا بسفياني.
وعن أمير المؤمنين قال: يخرج ابن آكلة الأكباد (إشارة إلى جدته هند) من الوادي اليابس (سوريا) وهو رجل ربعة (مربوع) وحشي الوجه ضخم الهامة بوجهه أثر جدري، إذا رأيته حسبته أعور، وأبوه (عتبة بن أبي سفيان) وهو من ولد أبي سفيان، حتى يأتي أرض قرار ومعين فيستوي على منبرها.
العلامتان التاسعة عشرة والعشرون:
آخر العلامات
الصيحة والنفس الزكية
وعن محمد بن مسلم: ينادي مناد من السماء باسم القائم، فيسمع ما بين المشرق والمغرب، فلا يبقى راقد إلا قام، ولا قائم إلا قعد، ولا قاعد إلا قام على رجليه من ذلك الصوت، وهو صوت جبرائيل، الروح الأمين.
وفي رواية يصيح أن الحق مع آل محمد عليهم السلام، وتكون الصيحة في النصف من شهر رمضان، وتقول رواية أخرى إن إبليس يتحير ماذا يفعل بهذه الهزيمة الإعلامية الكبيرة، فينادي في الأرض بنداء مضاد، لكي يربك الناس أن الحق من النصارى، وهذه الصيحة تكون في نفس العام الذي يظهر فيه الإمام.
ومن العلامات التي أشارت إليها الروايات قتل نفس زكية، وإن المهدي لا يخرج حتى تقتل نفس زكية في الكعبة اسمه محمد، وهو حسني النسب أي سيد حسني من نسل الإمام الحسن، والظاهر أنها تكون قبل الظهور بسنة، أو في نفس سنة الظهور وتعتبر هاتان العلامتان من أواخر العلامات قبل الظهور.
فإذا قتلت النفس الزكية غضب عليهم من في السماء ومن في الأرض.

## مقتله ومن يدفنه
لقد اشتهر بين علماء الشيعة ومحدثيهم كلام رسول الله حيث قال: (إنّ هذا الأمر يملكه اثنا عشر إمامًا من ولد عليّ وفاطمة، ما منّا إلّا مسموم أو مقتول).
وإنّ الإمام المهدي هو أحد أئمّة أهل البيت وخاتمهم، فيشمله هذا الحديث، فإنّه يترك الحياة الدّنيا بسبب القتل أو السم.
أما القتل، فلم نجد في المصادر الموجودة -عندنا- شيئًا يدل على ذلك سوى ما ذكره اليزدي  بدون ذكر المصدر، قال: (... وممّا ينفي اعتقاده: رجعة محمد وأهل بيته... -إلى أن يقول- فاذا تمّت السبعون سنة، أتى الحجّة الموت فتقتله امرأة من بني تميم -اسمها سعيدة التميمية، ولها لحية كلحية الرجال، بجاون صخر من فوق سطح، وهو متجاوز في الطريق، فاذا مات تولّى تجهيزه... وما ذكرنا هنا ملتقط من روايات الأئمة الأطهار...).
أما السم، فلم نجد في الأحاديث تصريحًا بدس السم إلى الامام المهدي.
وحول دفنه، فالإمام الحسين يدفن الإمام المهدي،
حيث سُئِل الإمام الصادق عن الرّجعة: أحقٌ هي؟ فقال: نعم. فسُئِل من أوّل من يخرج؟ قال : الحسين يخرج على أثر القائم.
قال الإمام الصادق: (... ويقبل الحسين عليه السّلام فيدفع إليه القائم الخاتم (لعل المقصود من الخاتم هنا: هو خاتم النبي سليمان، باعتبار من مواريث الانبياء)، فيكون الحسين هو الذي يلي غسله وكفنه وحنوطه، ويواريه في حفرته 
قال الإمام الصادق ـ في تأويل قوله تعالى: (ثمَّ رَدَدنَا لَكم الكَرَّةَ عَلَيهم) (الإسراء:6): (... خروج الحسين في سبعين من أصحابه، عليهم البيض المذهبّة، يؤدون إلى الناس: إنّ هذا الحسين قد خرج حتّى لا يشك المؤمنون فيه، والحجّة القائم بين أظهرهم، فإذا استقرت المعرفة في قلوب المؤمنين أنّه الحسين، جاء الحجّة الموت، فيكون الّذي يغسله ويكفنه ويحنطه ويلحده في حفرته: الحسين بن عليّ، ولا يلي أمر الوصي إلاّ الوصي).

## وصلات خارجية
- شبكة القائم عجل الله فرجه
- كتاب عصر الظهور للشيخ علي الكوراني
- كتاب المعجم الموضوعي لأحاديث الإمام المهدي للشيخ علي الكوراني

| ألقاب شيعيَّة        | ألقاب شيعيَّة                                         | ألقاب شيعيَّة      |
| ------------------ | --------------------------------------------------- | ---------------- |
| سبقه الحسن العسكري | الإمام الثاني عشر من الأئمة عند الشيعة الإثنا عشرية | تبعه خاتم الأئمة |